# Matteo Oliveri
Matteo Oliveri (Sanremo, 11 novembre 2002) è un astista italiano.

## Progressione

### Salto con l'asta
| Stagione | Misura | Luogo    | Data      | Rank. Mond. |
| -------- | ------ | -------- | --------- | ----------- |
| 2025     | 5,71 m | Lucca    | 8-6-2025  |             |
| 2024     | 5,45 m | Lucca    | 11-5-2024 |             |
| 2023     | 5,46 m | Chiari   | 5-9-2023  |             |
| 2022     | 5,25 m | Torino   | 25-4-2022 |             |
| 2021     | 5,20 m | Nairobi  | 20-8-2021 |             |
| 2020     | 4,90 m | Sanremo  | 25-7-2020 |             |
| 2019     | 4,60 m | Agropoli | 22-6-2019 |             |

### Salto con l'asta indoor
| Stagione | Misura | Luogo    | Data      | Rank. Mond. |
| -------- | ------ | -------- | --------- | ----------- |
| 2025     | 5,70 m | Ancona   | 22-2-2025 |             |
| 2024     | 5,45 m | Lucca    | 11-5-2024 |             |
| 2023     | 5,52 m | Ancona   | 5-2-2023  |             |
| 2022     | 5,37 m | Ancona   | 26-2-2022 |             |
| 2021     | 5,20 m | Nairobi  | 20-8-2021 |             |
| 2020     | 4,90 m | Sanremo  | 25-7-2020 |             |
| 2019     | 4,60 m | Agropoli | 22-6-2019 |             |

## Palmarès
| Anno | Manifestazione | Sede    | Evento           | Risultato | Prestazione | Note                          |
| ---- | -------------- | ------- | ---------------- | --------- | ----------- | ----------------------------- |
| 2021 | Europei U20    | Tallinn | Salto con l'asta | Finale    | nm          |                               |
| 2021 | Mondiali U20   | Nairobi | Salto con l'asta | 5º        | 5,20 m      | Miglior prestazione personale |
| 2023 | Europei U23    | Espoo   | Salto con l'asta | 7º        | 5,35 m      |                               |

## Altre competizioni internazionali
2025
- Campionati europei a squadre di atletica leggera ( Madrid)

## Campionati nazionali
- 1 volta campione nazionale assoluto del salto con l'asta (2025)
- 3 volte campione nazionale assoluto del salto con l'asta indoor (2022, 2023, 2025)
- 2 volte campione italiano promesse del salto con l'asta (2023, 2024)
- 1 volta campione italiano allievi del salto con l'asta (2019)
- 1 volta campione italiano juniores indoor del salto con l'asta (2021)
- 1 volta campione italiano juniores del salto con l'asta (2021)
- 1 volta campione italiano promesse indoor del salto con l'asta (2023)

2019
- 6º ai campionati italiani allievi indoor (Ancona), salto con l'asta - 4,05 m
- Oro ai campionati italiani allievi (Agropoli), salto con l'asta - 4,60 m

2020
- Bronzo ai campionati italiani juniores indoor (Ancona), salto con l'asta - 4,55 m
- 14º ai campionati italiani assoluti indoor (Ancona), salto con l'asta - 4,65 m
- 5º ai campionati italiani assoluti (Padova), salto con l'asta - 4,90 m[1]
- Argento ai campionati italiani juniores (Grosseto), salto con l'asta - 4,85 m[2]

2021
- Oro ai campionati italiani juniores indoor (Ancona), salto con l'asta - 5,10 m
- 5º ai campionati italiani assoluti indoor (Ancona), salto con l'asta - 5,00 m [3]
- Oro ai campionati italiani juniores (Grosseto), salto con l'asta - 4,70 m[4]
- 12º ai campionati italiani assoluti (Rovereto), salto con l'asta - 4,70 m

2022
- Oro ai campionati italiani assoluti indoor (Ancona), salto con l'asta - 5,37 m [5]
- Bronzo ai campionati italiani promesse (Firenze), salto con l'asta - 5,00 m
- Nessun salto valido ai campionati italiani assoluti (Rieti), salto con l'asta - nm[6]

2023
- Oro ai campionati italiani promesse indoor (Ancona), salto con l'asta - 5,52 m
- Oro ai campionati italiani assoluti indoor (Ancona), salto con l'asta - 5,70 m [7]
- Oro ai campionati italiani promesse (Agropoli), salto con l'asta - 5,43 m
- Argento ai campionati italiani assoluti (Molfetta), salto con l'asta - 5,30 m[8]

2024
- Bronzo ai campionati italiani assoluti (La Spezia), salto con l'asta - 5,10 m[9]
- Oro ai campionati italiani promesse (Rieti), salto con l'asta - 5,25 m[10]

2025
- Oro ai campionati italiani assoluti indoor (Ancona), salto con l'asta - 5,70 m [11]
- Oro ai campionati italiani assoluti (Caorle), salto con l'asta - 5,51 m